# BRUA
BRUA (Болгарія – Румунія – Угорщина – Австрія) – газопровід, який має забезпечити транспортування ресурсу до Центральної Європи з балканського напрямку. Станом на 2020 рік була завершена одна з його ділянок на території Румунії.  
Проект передусім призначений для транспортування блакитного палива через територію Румунії у напрямку Угорщини та Австрії. Ресурс для цього розраховують отримувати за рахунок:  
- видобутку на офшорних родовищах Румунії;
- поставок газу з турецького напрямку (втім, варто відзначити, що наразі протранспортований територією Туреччини по Трансанатолійському газопроводу азербайджанський газ призначений передусім для подальших поставок у італійському напрямку по Трансадріатичному газопроводу);
- поставок із запланованого до спорудження в першій половині 2020-х грецького терміналу по прийому ЗПГ у Александруполісі. Від останнього блакитне паливо повинне перекачуватись до румунського кордону із використанням існуючою та запланованої інфраструктури – газопроводів Карачабей – Комотіні, Комотіні – Стара-Загора (запланований), реверсованого Транзитного газопроводу або Південного напівкільця (можливо відзначити, що наразі більша частина необхідної для цього ділянки Транзитного газопроводу вже реверсована задля російського проекту Балканський потік), Північного напівкільця.   
Ще до початку проекту BRUA у газотранспортній системі Румунії виник ланцюжок трубопроводів, котрий простягнувся між інтерконекторами з Болгарією (Русе – Джурджу) та Угорщиною (Сегед – Арад) – газопроводи Джурджу – Подішор – Хурезань, Хурезань – Хацег та завершальна частина коридору Трансильванія – Арад. Втім, їх пропускна здатність була доволі незначною (1 – 2 нитки діаметром 500 мм), до того тут ж не було жодної магістральної компресорної станції. Як наслідок, перша фаза проекту BRUA передбачала прокладання паралельно зазначеним трубопроводам нитки діаметром 800 мм та спорудження трьох компресорних станцій, що дозволило б перекачувати значні обсяги природного газу до кордону з Угорщиною.
У 2020 році завершили основну частину фази 1 – прокладання 479 км газопроводу між Подішором та Рекашем. Також стали до ладу три компресорні станці – Подішор, Бібештіь та Жупа, кожна з яких має два газоперекачувальні агрегати Solar (один виконує функцію резерву), здатні підтримувати робочий тиск у 6,3 МПа та перекачувати по 280 тис м3 на годину. Окрім роботи для BRUA, КС Бібешть також може подавати ресурс через перемичку до Хурезані, звідки розходяться згадані вище старі газопроводи.
Наразі прокладена по румунській території ділянка BRUA забезпечує бідирекціональний рух з пропускною здатністю у 1,5 млрд м3 на рік через болгарський інтерконектор та 1,75 млрд м3 на рік через інтерконектор з Угорщиною.
У 2019-му оголосили про початок тендерних процедур на спорудження відтинку Тузла – Подішор (друга фаза проекту), по якій повинен надходити ресурс із офшорних родовищ румунського сектору Чорного моря. При цьому варто відзначити, що видобуток із виявленого на початку 2010-х років глибоководного родовища Доміно планували почати у 2021-му в обсязі 6 млрд м3 на рік. Втім, суперечки щодо зміни системи оподаткування загальмували поступ цього проекту і станом на кінець 2020-го один з його учасників – ExxonMobil – перебував на етапі продажу своєї частки.
У випадку появи суттєвого ресурсу для BRUA (за рахунок румунських офшорних родовищ чи транзиту через Болгарію) планується завершити реалізацію першої фази шляхом прокладання 50 км трубопроводу між Рекашем та Арадом і підсилення кожної з компресорних станцій ще одним газоперекачувальним агрегатом, що збільшить їх пропускну здатність до 565 тис м3 на годину.
Також від появи достатнього ресурсу природного газу залежать якісь роботи на ділянці BRUA ччерез Угорщину та Австрію.